# Sultan Ould Bady
Pour les articles homonymes, voir Bady.
Abdou Aïssa, dit Sultan Ould Bady, est un chef djihadiste malien.

## Biographie
Sultan Ould Bady serait un descendant d'Arabe et de Touareg mais il est considéré comme un membre de la tribu des Arabes Lemhars,.
Un certain Sultan Ould Bady, arrêté le 7 décembre 2010 par l’armée mauritanienne dans un « convoi de narcotrafiquants », serait un « membre du Polisario (…) (qui) jouerait un rôle plus consistant en étant une sorte de lien entre AQMI, les trafiquants et une frange du DRS algérien », sans qu'il soit certain que ce dernier s'identifie à celui connu à l'époque comme l'individu « qui a enlevé et revendu plusieurs otages européens dans le Sahara avant de rejoindre les rangs d'AQMI ».
Sultan Ould Bady rejoint les djihadistes entre 2006 et 2010,,, voire, selon Le Figaro dès 2001-2002 après avoir été recruté par Mokhtar Belmokhtar. Il rallie d'abord Al-Qaïda au Maghreb islamique et combat au sein de la katiba d'Abou Zeïd. Il est impliqué plusieurs prises d'otages, tels que  l’enlèvement au Niger de deux diplomates canadiens au bénéfice de Mokhtar Belmokhtar en 2008, celui de deux Suisses et trois Espagnols en 2009 et celui de diplomates algériens à Gao en 2012,,. Selon Yoro Ould Daha, ancien chef du MUJAO passé au MAA loyaliste, c’est aussi lui qui « avait l’otage Gilberto Rodrigues Léal », enlevé le 20 novembre 2012, qu'« il avait fait transiter par Gao ».
En 2011, Sultan Ould Bady est avec Hamada Ould Mohamed Kheirou et Ahmed al-Tilemsi l'un des fondateurs du  Mouvement pour l'unicité et le jihad en Afrique de l'Ouest (MUJAO). 
En 2012, Sultan Ould Bady prend part à la guerre du Mali et fonde la katiba Saladin qui intègre le MUJAO, groupe djihadiste dont il fait partie de fondateurs avec Adnane Abou Walid al-Sahraoui,. La plupart des combattants de cette katiba sont originaires de la région de Gao ou de la région de Kidal.
Le 2 janvier 2013, Sultan Ould Bady déclare quitter le MUJAO avec sa katiba pour rejoindre Ansar Dine,. La raison de cette défection n'est pas connue avec certitude, il pourrait s'agir d'un différend avec ses chefs,,,. Pour Mohamed Ould Ramadane, porte-parole du MAA, « la raison de la défection de la brigade Salah ad-Din du MUJAO tient au fait que la résolution des Nations unies a classé le MUJAO comme un groupe terroriste ; les membres de cette brigade ont donc souhaité éviter une condamnation internationale en rejoignant Ansar al-Din, qui lui, n'a pas été classé comme un groupe terroriste. »
Le 23 octobre 2013, il revendique l'attentat de Tessalit, le 14 décembre 2013 le troisième attentat de Kidal qui a tué deux soldats sénégalais de la MINUSMA, puis les tirs de neuf roquettes contre une caserne de la MINUSMA à Aguel'hoc le 27 août 2014.
Fin 2013, il aurait fondé son propre groupe avant de rallier Al-Mourabitoune puis à nouveau AQMI,.
Sultan Ould Bady revendique l’attaque contre un convoi de la Minusma, le 3 octobre 2014, au cours de laquelle neuf Casques bleus nigériens ont été tués. À ce moment, il semble qu'il ne soit plus membre du Mujao avec les chefs desquels il serait en conflit.
Il se serait par la suite rendu en Libye et notamment à Syrte, avant de regagner le Mali.
Sultan Ould Bady rejoint l'État islamique dans le Grand Sahara en 2017 ou au début de l'année 2018,,. Il participe alors à des attaques dans la région de Ménaka contre les forces internationales et les milices du GATIA et du MSA. Mais en 2018, il se retrouve en difficulté face aux attaques des forces françaises et des milices touarègues et perd ses deux camps d'entraînement,. Après avoir fui un temps au Niger, il gagne ensuite l'Algérie,. 
Le 11 août 2018, Sultan Ould Bady se rend aux autorités algériennes à Tamanrasset,,,. Il pourrait alors avoir cherché à bénéficier des lois d'amnistie algériennes, en vigueur depuis la fin de la guerre civile algérienne,.